# 漫才JAPAN
『漫才JAPAN』（まんざいジャパン）とは、日本テレビ系列で放送されていたお笑い番組・バラエティ番組・特別番組である。

## 概要
漫才の日本代表が集結し、新作漫才や即興漫才を披露する、漫才バラエティ。

## 出演者

### MC
- オードリー
- 霜降り明星

## 主なコーナー
- ガチャ漫才
  - 今の日本を切り取るテーマが入ったガチャをひき出たテーマをもとに新作漫才を披露

- 一問一答ウソつき漫才
  - 打合せゼロでもウソをつき続ければ漫才になる！？

- ニュースカミツキ漫才
  - 芸人たちがちょっとカミツキたいニュースにツッコむ新機軸の漫才

- ヒットソング漫才
  - あの名曲をテーマに漫才披露

- 第二のおいでやすこがプロジェクト → ピン芸人ユニット漫才
  - 番組発のピン芸人同士のコンビで第二のおいでやすこがを目指せ！

## 放送リスト
| 放送日        | コーナー                                                                              | 漫才師                                                                         | ゲスト                                      |
| ------------- | ------------------------------------------------------------------------------------- | ------------------------------------------------------------------------------ | ------------------------------------------- |
| 2021年2月14日 | ガチャ漫才 問題JAPAN                                                                  | 東京ホテイソン 錦鯉 おいでやすこが                                             | 久間田琳加、久保史緒里（乃木坂46）          |
| 5月8日        | 一問一答ウソつき漫才 ガチャ漫才 ニュースカミツキ漫才 第二のおいでやすこがプロジェクト | おいでやすこが すゑひろがりず カミナリ ウエストランド とにかく明るい安村・三瓶 | 玉井詩織・佐々木彩夏（ももいろクローバーZ） |
| 5月15日       | 一問一答ウソつき漫才 ガチャ漫才 ニュースカミツキ漫才 第二のおいでやすこがプロジェクト | おいでやすこが すゑひろがりず カミナリ ウエストランド とにかく明るい安村・三瓶 | 玉井詩織・佐々木彩夏（ももいろクローバーZ） |
| 6月20日       | ガチャ漫才 ヒットソング漫才 一問一答ウソつき漫才 ピン芸人ユニット漫才                 | インディアンス ウエストランド トム・ブラウン 銀シャリ 陣内智則・もう中学生     | 花澤香菜、生見愛瑠                          |

## スタッフ
◆=レギュラー版より加入、●=2021年6月20日より加入
- 構成:飯塚大悟、永井ふわふわ
- ナレーション:森富美（◆-、日本テレビアナウンサー）
- TM:望月達史（日本テレビ）
- SW:中村哲也（◆-）
- CAM:早川智晃（●）
- MIX:原秀彰
- VE:向山江梨佳（◆-）
- 照明:小笠原雅登
- 美術プロデューサー:稲本浩
- デザイン:熊崎真知子
- グラフィックデザイン:津島美樹
- 編集:髙野孝太（◆-）
- MA:大塚淳未（◆-）
- 音効:岡沢秀二（◆-）
- 技術協力:NiTRo、スタジオWelt、ジャパンテレビ、東京オフラインセンター、アフロ（スタジオ→◆-、アフロ→●）
- 美術協力:日本テレビアート
- リサーチ:ビスポ
- ロケ協力:タカラトミー
- TK:田中彩（◆-）
- デスク:高桑繭子（◆-）
- AD:松尾俊哉、佐藤梨奈、佐藤亮太、戸澤悠一、勝野未来（佐藤亮→◆-、その他→●）
- AP:吉川美由紀、張瑋容（全員→●）
- ディレクター:遠山広（てっぱん）、菅沼修平、斉藤崇（シオプロ、第1回は演出）、大友有一（日本テレビ）、平井正寿（てっぱん）（菅沼・大友→◆-、遠山・平井→●）
- 演出:福田龍（日本テレビ、◆-）
- プロデューサー:合田伊知郎（日本テレビ）、佐藤理恵（てっぱん）、碓氷容子（UNITED PRODUCTIONS）（合田→◆-、佐藤→●）
- チーフプロデューサー:倉田忠明（日本テレビ、◆-）
- 制作協力:てっぱん（●）、UNITED PRODUCTIONS
- 製作著作:日本テレビ

### 過去のスタッフ
- ナレーション:朝倉崇
- 構成:高崎淳平
- SW:蔦佳樹
- CAM:大庭茂嗣
- VE:片山雄斗
- 編集:大北恵美
- MA:中野由梨
- 音効:小田切暁
- 技術協力:J-crew、ヌーベルアージュ、スウィッシュ・ジャパン（スウィッシュ→◆）
- TK:奈良里美
- デスク:藤田真美
- AD:門倉勝次、中根明香、大嶋大次郎
- AP:二瓶朱美
- ディレクター:降川浩史、中山健志
- プロデューサー:上田崇博、町尻員宗（共に日本テレビ）
- 制作:安島隆（日本テレビ）